# Mesorregión del Centro Occidental Paranaense
La mesorregião do Centro Ocidental Paranaense es una de las diez mesorregiones del estado brasileño del Paraná. Es formada por la unión de 25 municipios de la Región de Goioerê y Campo Mourão, agrupados en dos microrregiones según censo del (IBGE 2010) Campo Mourão tiene 86.550 habitantes, y Goioerê tiene 30.016 habitantes (IBGE 2010). 

## Microrregiones
- Campo Mourão
- Goioerê